# Ancienne auberge Saint-Jean-Baptiste
L'ancienne auberge Saint-Jean-Baptiste ('t Sint-Jan en néerlandais) est une maison de style baroque située au numéro 27 de la rue du Chêne à Bruxelles, en Belgique.

## Historique
L'ancienne auberge Saint-Jean-Baptiste est bâtie sur un noyau remontant probablement XVIe siècle,. À la fin du XVIIe siècle, la façade a été aménagée en style baroque tardif et ornée de pilastres d'ordre colossal à chapiteaux toscans,.
L'ancienne auberge est acquise en 1942 par le peintre Philippe Schott (1885-1964) qui confie des travaux de rénovation à l'architecte R. Vanderstappen, qui procède au décapage de la façade qui était jusqu'alors enduite, à la transformation de la porte et à la pose au-dessus de la porte d'un cartouche « Anno 1697 »,.
Philippe Schott lègue l'édifice en 1964 à la Ville de Bruxelles avec une importante collection d'œuvres d'art dans le but d'en faire un musée, le Musée Schott qui durera jusqu'en 1979, après quoi la collection, qui comprend plus de 150 œuvres de la main de Schott ainsi que des sculptures médiévales et de nombreuses archives, est transférée dans les réserves du Musée de la ville de Bruxelles,,.
Le bâtiment est cédé en 1988 à la Fondation Roi Baudouin, qui fait procéder en 1989 à une restauration complète par le bureau Group Planning et l'Atelier d'Architecture et d'Urbanisme,.

## Classement
L'édifice fait l'objet d'un classement au titre des monuments historiques depuis le 24 décembre 1958 sous la référence 2043-0023/0 et figure à l'inventaire  du patrimoine architectural de la Région de Bruxelles-Capitale sous la référence 30967,.

## Accessibilité
| ___ | Ce site est desservi par la station de métro : Gare Centrale. |